# Bockån

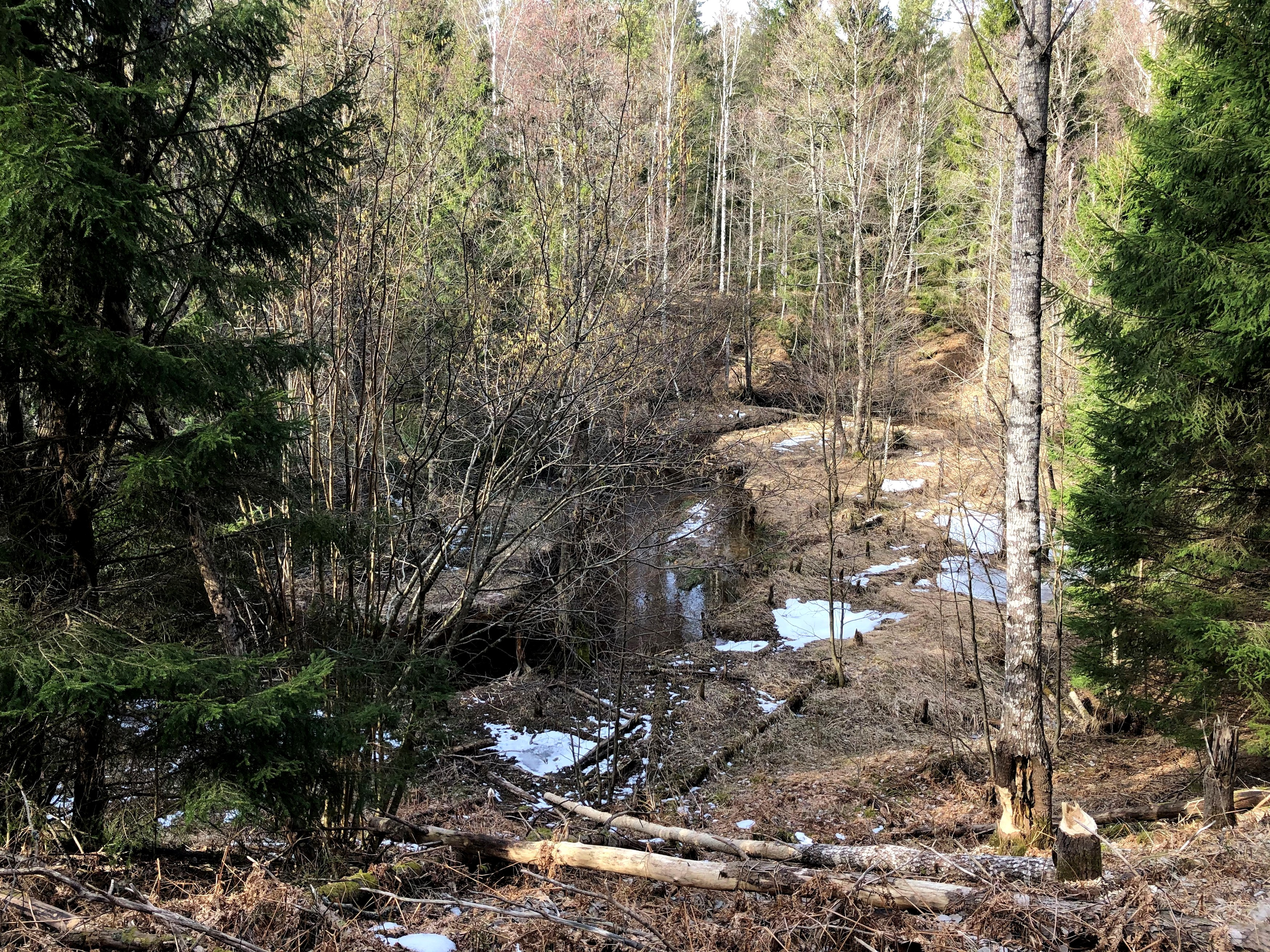
Bockån mellan Bocksjön och Getaren

Bockån är en del av Kagghamraåns sjösystem och förbinder Bysjön och Bocksjön med sjön Getaren. Ån har hög belastning av näringsämnen från Norra Riksten (före detta Tullinge flygfält), samt odlingsmark och golfbana inom avrinningsområdet.
Sträckan Kvarnsjöbäcken–Bockån–Norrgaån–Kagghamraån kallas ibland med ett gemensamt namn Saxbroån.